# Temnomolgus eurynotus
Genre
Espèce
Temnomolgus eurynotus, unique représentant du genre Temnomolgus, est une espèce de copépodes de la famille des Rhynchomolgidae.

## Distribution
Cette espèce est endémique de Madagascar. Elle se rencontre dans l'océan Indien.
Ce copépode est associée au zoanthide Palythoa tuberculosa.

## Publication originale
- Humes & Ho, 1966 : New lichomolgid copepods (Cyclopoida) from zoanthid coelenterates in Madagascar. Cahiers de l'Office de la Recherche scientifique et technique Outre-Mer (ORSTOM), Série Océanographie, vol. 4, no 2, p. 3-17.